# Gilberto Zorio
Gilberto Zorio (Andorno Micca, 21 settembre 1944) è uno scultore italiano, tra i principali esponenti dell'arte povera italiana.

## Biografia

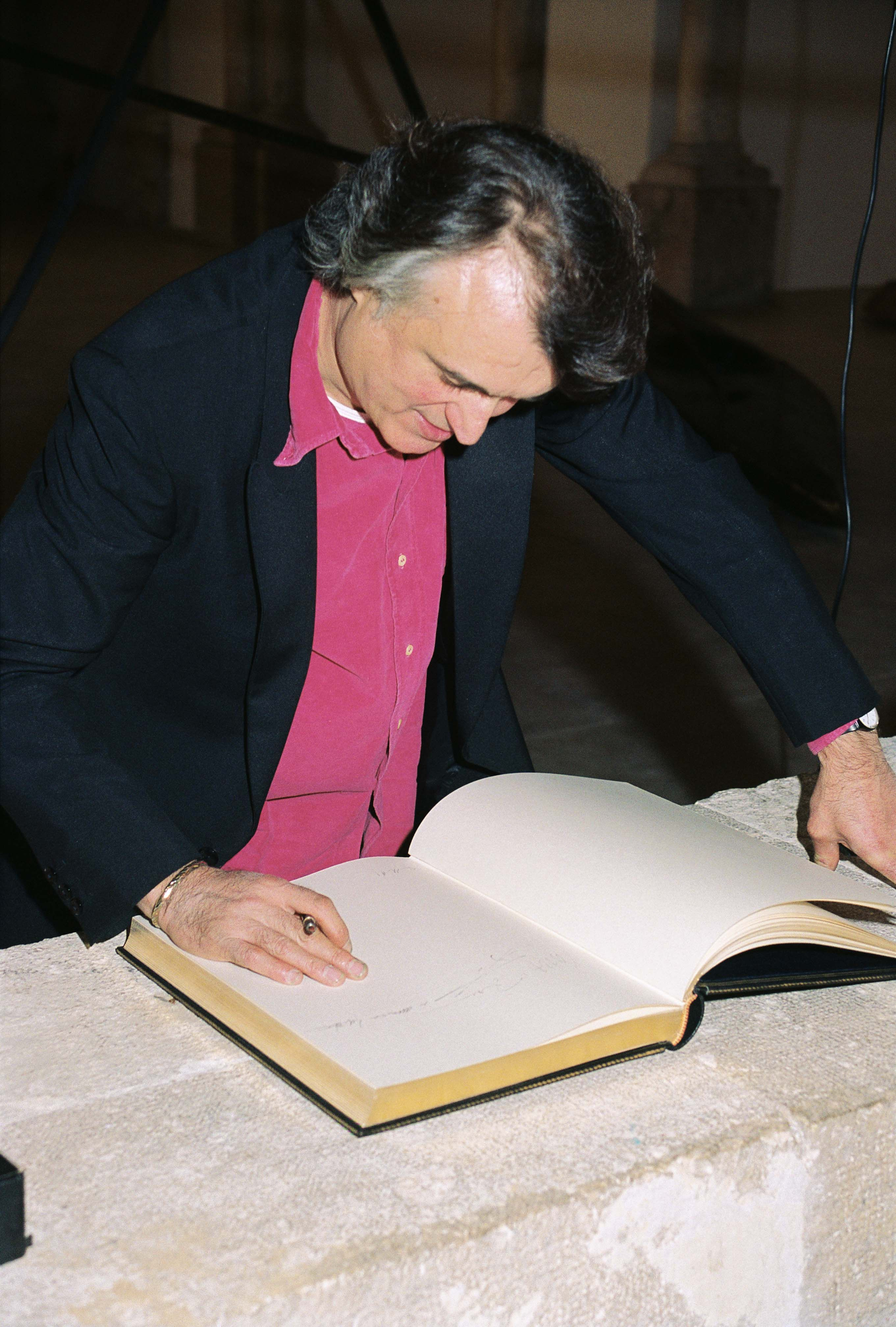
Gilberto Zorio, nel IVAM, 1991.

La sua prima esposizione è del 1963, nella Piccola Galleria d'arte moderna di Torino. Dal 1967 si attesta come uno dei primi esponenti dell'arte povera. Nel 1968 partecipa a "Arte Povera + Azioni Povere", ad Amalfi, dove comincia il rapporto con Marcello Rumma (promotore della collettiva)  e si consolida quello con Germano Celant (curatore della stessa). La sua prima personale è del 1969, a Parigi presso la Galleria Ileana Sonnabend. Nel 1973 si trova alla Galleria Gian Enzo Sperone e alla decima Quadriennale di Roma. Nel 1976 espone al Kunstmuseum di Lucerna, nel 1978 allo Stedelijk Museum di Amsterdam e alla Galleria Christian Stein. Partecipa alle Biennali di Venezia del 1978, del 1980 e del 1986 (anno in cui gli è dedicata una sala personale). Partecipa a Documenta IX di Kassel nel 1992. Collezione Solomon R. Guggenheim Museum New York. Numerose sono state le esposizioni monografiche di cui è stato oggetto, tra cui quella al Centre Georges Pompidou (1986), al Museo dell'arte di Tel Aviv (1987), alle università di Filadelfia (1988) e di Berkeley (1992); 2000, Galerie Guy Bärtschi, Ginevra; 2001, Dia Art Foundation: Chelsea, New York, NY, Tate Modern, Londra; 2002, Hirshhorn Museum and Sculpture Garden, Washington; Walker Art Center Minneapolis; Museum of Contemporary Art Sydney; MOCA THE GEFFEN CONTEMPORARY Los Angeles; 2005 ZKM | Museum für Neue Kunst & Medienmuseum, Karlsruhe, Fondazione Arnaldo Pomodoro Milano, sempre nel 2005 alla Kunst- und Ausstellungshalle der Bundesrepubilk Deutschland Bonn. Zero to Infinity: Arte Povera 1962-1972 Tate Modern, London, al MAMbo di Bologna (2009); 2011 una grande mostra - evento per raccontare l'Arte Povera a cura di Germano Celant che a partire da settembre si svolge contemporaneamente, fino ad aprile 2012, in diverse e importanti istituzioni museali e culturali italiane, a Bari, Bologna, Milano, Napoli, Roma, Torino, Bergamo. A partire dal 7 ottobre 2011 fino all'8 gennaio 2012 il MAXXI presenta Omaggio all'Arte Povera con due grandi installazioni di Jannis Kounellis e di Gilberto Zorio. Nel 2013 partecipa alla LV Esposizione internazionale d'arte di Venezia, le sue opere sono esposte nel Padiglione della Repubblica di Cuba insieme a quelle di H.H. Lim, Francesca Leone, Hermann Nitsch, nella mostra "La perversione della Classicità: anarchia delle narrazioni". Nel 2023 ha partecipato alla fiera Miart con la Galleria Lia Rumma, in una esposizione collettiva.
Autore di sculture geometriche, in particolare di forma stellare, negli anni ottanta introduce nelle sue opere una ricerca sulla luce e sull'energia, tramite fonti di illuminazione e reazioni chimiche in corso.
Elementi ricorrenti delle sue opere sono le stelle, le lance, le pelli di animale. Filo incandescente (1970), giavellotto (1971), raggio laser (1975) sono i vettori d'energia che costruiscono di volta in volta la forma stellare. Vasi, bacinelle e crogioli, come Alambicchi di vetro e di piombo costituiscono alchemici processi di trasformazione. Non c'è però mai metafora, il rimando a qualcos'altro (nonostante le valenze d'archetipo e le risonanze di significato che in generale la stella possiede): a Zorio dell'immagine interessa la forza dei materiali, anche i più comuni, piuttosto che il loro valore simbolico, e la possibilità di combinazione che genera positive conflittualità ed energetiche tensioni.
Altri musei e gallerie in cui il suo lavoro è stato esposto: Guggenheim Museum, New York; Castello di Rivoli Museum of Contemporary Art, Torino, Italy; Dia: Chelsea, New York; GAM - Galleria Civica d'Arte Moderna e Contemporanea, Torino; Museo di Arte Moderna e Contemporanea, Trento, Italy; Museum of Contemporary Art, Los Angeles; Museum of Contemporary Art, Sydney, Australia; S.M.A.K. (Stedelijk Museum voor Actuele Kunst), Ghent, Belgium.

### Vita privata
Gilberto Zorio è sposato con la videoartista Grazia Toderi.

## Mostre

### Nei musei d'Italia
- Centro per l'arte contemporanea Luigi Pecci, Prato
- Centro per la Scultura Contemporanea Torre Martiniana, Cagli
- Fondazione Biscozzi Rimbaud, Lecce
- Galleria civica d'arte moderna e contemporanea, Torino
- Museo d'arte moderna - (MAMBO), Bologna
- Museo d'arte contemporanea, Rivoli (TO)
- Museo d'arte moderna e contemporanea di Trento e Rovereto, Rovereto
- Museo archeologico nazionale, Venezia
- Museo del Novecento, Milano
- Collezione Roberto Casamonti, Firenze

### Nei musei all'estero
- Dia Art Foundation, New York
- Los Angeles County Museum of Art, Los Angeles
- Museo Guggenheim, New York
- Museum of Contemporary Art, Sydney
- Stedelijk Museum voor Actuele Kunst - (SMAK), Gand

## Singole opere
- Luce Fontana Ruota - Italia '61

## Libri
- Gilberto Zorio, Gianni D'Elia e Antonio Tabucchi, Brescia piazza della Loggia 28 maggio 1974-2004, Brescia, Edizioni l'Obliquo, maggio 2004, ISBN 9788888845135.

## Riconoscimenti
- Nel 1998 gli viene conferita la Cittadinanza Onoraria dal Comune di San Martino Valle Caudina (AV)[4]